# Vang Quới Tây
Vang Quới Tây là một xã thuộc huyện Bình Đại, tỉnh Bến Tre, Việt Nam.
Xã Vang Quới Tây có diện tích 10,73 km², dân số năm 2014 là 6.240 người, mật độ dân số đạt 582 người/km².